# Casa JM Bonney
- La Casa JM Bonney, también conocida como la Casa Josiah Morse Bonney, es una histórica casa gótica carpintera ubicada en el n.º 408 de la Avenida Princeton en Buena Vista, condado de Chaffee, Colorado. Construida en 1883, recibió su nombre en honor a Josiah Morse Bonney, fundador del First National Bank de Buena Vista. Su edificio, ubicado en el n.º 210 de la Calle Main Este, construido ese mismo año, fue inscrito en el Registro Estatal de Colorado el 9 de agosto de 2000 y actualmente alberga el Ayuntamiento de Buena Vista. La Casa Bonney es un buen ejemplo del período más ornamentado de la arquitectura gótica carpintera y se encuentra en excelente estado de conservación. El 19 de diciembre de 1994, fue inscrita en el Registro Nacional de Lugares Históricos.[1]